# 9020 Евкрифія
9020 Евкрифія (9020 Eucryphia) — астероїд головного поясу, відкритий 19 вересня 1987 року.
Тіссеранів параметр щодо Юпітера — 3,403.